# Acarigua
Acarigua är en stad i delstaten Portuguesa i nordvästra Venezuela. Folkmängden uppgick till strax över 150 000 invånare vid folkräkningen 2011. Staden är ett viktigt centrum i regionen Llanos och är den största staden i delstaten. Acarigua har växt ihop med den närliggande staden Araure som tillsammans bildar ett storstadsområde med över 300 000 invånare.
Stadens namn kommer från ordet Hacarygua från infödda stammar i området. Staden grundades år 1620 med namnet San Miguel de Acarigua enligt den spanska traditionen att namnge städer efter helgonet som firas på dagen för stadens grundande (i detta fall Sankt Mikael).

## Administrativ indelning
Kommunens officiella namn är Páez, och är indelad i fyra socknar (parroquias):
- Capital
- Payara
- Pimpinela
- Ramón Peraza

Centralorten är belägen i Capital.

## Klimat
|                                            | Jan  | Feb  | Mar  | Apr   | Maj   | Jun   | Jul   | Aug   | Sep   | Okt   | Nov   | Dec  |
| ------------------------------------------ | ---- | ---- | ---- | ----- | ----- | ----- | ----- | ----- | ----- | ----- | ----- | ---- |
| Normaldygnets maximitemperaturs medelvärde | 32,8 | 33,9 | 33,9 | 32,8  | 31,1  | 30,0  | 30,0  | 30,6  | 31,1  | 31,7  | 32,2  | 32,2 |
| Normaldygnets minimitemperaturs medelvärde | 21,7 | 22,8 | 23,3 | 23,3  | 22,8  | 21,7  | 21,7  | 21,7  | 21,7  | 21,7  | 21,7  | 22,1 |
|                                            |      |      |      |       |       |       |       |       |       |       |       |      |
| Nederbörd                                  | 5,1  | 15,2 | 25,4 | 106,7 | 193,0 | 238,8 | 218,4 | 198,1 | 162,6 | 177,8 | 111,8 | 38,1 |

| Diagram | temperaturer i °C • månadsnederbörd i mm • Källa: | temperaturer i °C • månadsnederbörd i mm • Källa: | temperaturer i °C • månadsnederbörd i mm • Källa: | temperaturer i °C • månadsnederbörd i mm • Källa: | temperaturer i °C • månadsnederbörd i mm • Källa: | temperaturer i °C • månadsnederbörd i mm • Källa: | temperaturer i °C • månadsnederbörd i mm • Källa: | temperaturer i °C • månadsnederbörd i mm • Källa: | temperaturer i °C • månadsnederbörd i mm • Källa: | temperaturer i °C • månadsnederbörd i mm • Källa: | temperaturer i °C • månadsnederbörd i mm • Källa: | temperaturer i °C • månadsnederbörd i mm • Källa: |
|         | 5 33 22                                           | 15 34 23                                          | 25 34 23                                          | 107 33 23                                         | 193 31 23                                         | 239 30 22                                         | 218 30 22                                         | 198 31 22                                         | 163 31 22                                         | 178 32 22                                         | 112 32 22                                         | 38 32 22                                          |